# Nokia N9
Nokia N9 – model telefonu komórkowego (smartfon) firmy Nokia oparty na systemie operacyjnym MeeGo. Pierwotnie wydany w trzech kolorach: czarny, turkusowy i fioletowy. Wkrótce dołączył do nich biały błyszczący.

## Historia i dostępność
Następca Nokii N900 z Maemo, wewnętrznie znany jako N9-00, miał zostać wydany pod koniec 2010 roku, około rok po wypuszczeniu N900. Zdjęcia prototypu, które wyciekły w sierpniu 2010, pokazywały przemysłowe wzornictwo i 4-rzędową klawiaturę. Inżynier oprogramowania pracujący dla działu urządzeń w Nokia cytował N9-00 (numer produktu) w publicznym bug trackerze dla Qt, open source'owej aplikacji platformy deweloperskiej stosowanej w MeeGo Ten projekt został zarzucony wtedy Nokia rozpoczęła prace nad N9-01, o nazwie kodowej Lankku; nowym wariancie już bez klawiatury
Światowa premiera Nokii N9 miała miejsce w dniu 21 czerwca 2011 r. podczas Nokia Connection w Singapurze. Publiczną dostępność telefonu zapowiedziano na wrzesień 2011. Użytkownicy mogą otrzymywać powiadomienia pocztą elektroniczną o dostępności N9 w sklepie Nokia Online w swoich krajach poprzez stronę internetową Nokii. Od kiedy Nokia w dniu 30 czerwca 2011 r. zamknęła swój sklep internetowy w wielu krajach, m.in. we Francji, Hiszpanii, Polsce, Włoszech, Niemczech, Wielkiej Brytanii i USA, N9 dostępna w tych krajach będzie według własnego uznania osób trzecich tj. sprzedawców detalicznych i dostawców usług telefonii komórkowej. W dniu 10 sierpnia 2011, Nokia ogłosiła, że nie ma planów wydania telefonu N9 w Wielkiej Brytanii czy w Stanach Zjednoczonych. W Polsce sprzedaż rozpoczęto 17 października 2011 roku.
W sierpniu 2011 roku Nokia ogłosiła, że – w związku z porozumieniem podpisanym z Microsoft w sprawie systemu Windows Phone 7 – nie będzie wprowadzała Nokia N9 z systemem MeeGo na kluczowych rynkach, takich jak Japonia, Kanada, Szwecja, Niemcy i Wielka Brytania oraz USA.
Sprzedaż Nokii N9 w czwartym kwartale 2011 szacowana jest od 1,5 do 2 milionów sztuk, podczas gdy sprzedaż 3 modeli Lumii razem na 600 tysięcy. Oznacza to, że na 1 sprzedaną Lumię (z Windows Phone 7) przypadają 3 telefony N9 (z MeeGo). Jest to o tyle istotny wskaźnik sukcesu tego telefonu, że N9 – w przeciwieństwie do Lumii – nie został dopuszczony decyzją CEO Nokii, Stephena Elopa, do oficjalnej dystrybucji w sieci sprzedaży Nokii i wsparcia marketingowego na wielu najbogatszych rynkach Europy i Ameryki, gdzie entuzjaści skutkiem tego mogą liczyć jedynie na zakup u niezależnych dystrybutorów i wysyłkowe sklepy internetowe z rynków nie poddanych tym restrykcjom handlowym. Autoograniczenia dostaw na rynki przyczyniają się do niższych niż potencjalnie możliwe efektów sprzedaży. Ponieważ MeeGo jest Linuksem i otwartym oprogramowaniem oznacza to, że przy braku budżetu marketingowego na jakąkolwiek promocję N9 generuje znacząco większy przychód i dochód dla Nokii, niż wszystkie korzystające z pełnego wsparcia modele Lumia razem.

## Hardware

### Procesory
Nokia N9 jest wyposażony w Texas Instruments OMAP 3630, który jest układem typu System-on-a-chip wykonanym w 45-nanometrowym procesie CMOS. Zawiera on trzy jednostki przetwarzające:
- Główny procesor 1 GHz ARM Cortex A8, który obsługuje podstawowe operacje
- Procesor graficzny Imagination Technologies PowerVR SGX 530, który wspiera OpenGL ES 2.0 i jest w stanie przetwarzać do 14 milionów wielokątów na sekundę
- Procesor sygnałowy 430 MHz, TI TMS320 C64x, który dokonuje szybkiego cyfrowego przetwarzania tzw. sygnału cyfrowego z czego wynika nazwa układu, w tym takich jak: przetwarzanie obrazu dla kamer, przetwarzanie dźwięku dla telefonii i do transmisji danych.

Do przetwarzania wykorzystywana jest także pamięć RAM, ściślej rzecz biorąc komponent systemowy Compcache wykorzystuje część tej pamięci jako skompresowany, szybki swap.

### Ekran i wprowadzanie (urządzenia wejściowe)
Nokia N9 ma pojemnościowy ekran dotykowy (do 6 jednocześnie śledzonych punktów dotyku) o rozdzielczości 854 × 480 pikseli (FWVGA, 251 ppi) i przekątnej 3,9 cala (ok. 99 mm). Według Nokii model N9 jest zdolny do wyświetlania 16,7 miliona kolorów. Ekran AMOLED pokryty jest odpornym na zarysowania szkłem Corning Gorilla glass. Szczelina pomiędzy szkłem a wyświetlaczem została zmniejszona, a ekran pokryty jest powłoką antyodblaskową z polaryzatorem, aby ułatwić używanie telefonu w świetle dziennym. Czujnik zbliżeniowy wyłącza wyświetlacz oraz ekran dotykowy, gdy urządzenie jest blisko twarzy podczas rozmowy. Posiada również czujnik światła, który dostosowuje jasność wyświetlacza do aktualnych warunków oświetlenia.
Urządzenie korzysta z wbudowanego akcelerometru do zmiany orientacji ekranu (przełączanie między trybem portret i pejzaż) dla dostosowanych do takiej zmiany aplikacji – np. przeglądarka internetowa, notatki. Inne aplikacje – zwłaszcza gry – umożliwiają sterowanie z wykorzystaniem zmiany ułożenia telefonu. Przykładem może być fabrycznie instalowana Need for Speed, w której telefon przechyla się przy zakrętach podobnie jak kręciłoby się kierownicą.
Urządzenie posiada wbudowany autonomiczny GPS z opcjonalną funkcjonalnością A-GPS, pozycjonowania na podstawie sieci Wi-Fi oraz kompas, magnetometr, i jest fabrycznie wyposażone w aplikacje Nokia Maps i Nokia Drive. Nokia Maps jest podobny do Ovi Maps, jaki można znaleźć w najnowszych urządzeniach Nokii z systemem Symbian i jest także pomocna gdy chodzi o znalezienie w pobliżu użytkownika pieszego różnych miejsc (restauracji, stacji metra, teatru, kina, itp.). Nokia Maps dla MeeGo jest również zintegrowana z aplikacjami Kontakty i Kalendarz. Nokia Drive jest aplikacją przeznaczoną do nawigacji samochodowej i dostarcza: wolny czas życia, turn by turn, głos nawigacji kierującej samochodem. Nokia N9 jest z preinstalowanymi mapami kontynentu, na którym został zakupiony i Nokia Drive jako taki nie wymaga aktywnego połączenia danych oraz może pracować jako samodzielna nawigacja GPS.
Kamera z tyłu aparatu posiada funkcję autofokus, lampę z dwoma LEDami, jest zoptymalizowana do 16:9 lub 4:3 i ma 4 x Zoom cyfrowy zarówno dla wideo i zdjęć. Rozmiar przetwornika z tyłu aparatu 8,7 megapiksela (3552 × 2448 px), efektywną rozdzielczość dla obrazu w formacie 16:9 wynosi 3552 × 2000 px (7,1 megapiksela) oraz 3248 × 2448 px (8 megapikseli) w formacie 4:3. Zwykle format obrazu 16:9 w aparacie cyfrowym uzyskuje się przez obcinanie góry i dołu obrazu 4:3, jako że matryca jest 4:3. Nokia N9 rzeczywiście zapewnia większą szerokość obrazu, gdy wybrana jest opcja formatu obrazu 16:9 (przy użyciu wszystkich 3552 px matrycy czujnika) i większą wysokości obrazu, wybierając opcję proporcji 4:3 (z wykorzystaniem wszystkich 2448 px z matrycy czujnika) Soczewki obiektywu, sprzedawane jako „Carl Zeiss”, ma dość nietypową jak dla telefonu komórkowego specyfikację: szerokokątną ogniskową 28 mm, szybką (jak na tę klasę) przysłonę f/2,2 i zakres ostrości od 10 cm do nieskończoności. Jest w stanie nagrywać wideo z dźwiękiem stereo w rozdzielczości do 720p przy 30 FPS.

### Przyciski
Podczas trzymania urządzenia (patrząc na ekran), po prawej stronie znajduje się włącznik/wyłącznik zasilania (długie naciśnięcie) i blokowania/odblokowania (krótkie naciśnięcie) oraz przyciski głośności. Ekran można także odblokować, dwukrotnie dotykając go. Jako że Nokia N9 ma mniej przycisków sprzętowych niż większość smartfonów, innymi słowy brak jest dedykowanych przycisków „home” czy „wróć” z powrotem, a to powoduje intensywne korzystanie z ekranu dotykowego, aby poruszać się po interfejsie użytkownika, co może być dokonane jedynie przez gesty palcami. Na przykład, aby zminimalizować uruchomioną aplikację, użytkownik powinien machnąć palcem po ekranie z jednej strony ramki wokół ekranu, do krawędzi ramki po przeciwnej stronie. Ten gest określany jest angielskim terminem „swipe” i jest to istotne ułatwienie interfejsu użytkownika wprowadzone przez MeeGo w Nokii N9. Nie ma również dedykowanego klawisza dla spustu migawki aparatu; zamiast tego ekran dotykowy służy do ustawienia miejsca/punktu w kadrze dla którego ustalana jest ostrość i zrobienia zdjęcia.

### Dźwięk i wyjścia
N9 ma 2 mikrofony, główny do prowadzenia rozmów w dolnej części a drugi do aktywnego kasowania szumów tła podczas rozmowy co poprawia jej komfort i słyszalność na tylnej ściance koło diod LED aparatu, oraz głośnik, który znajduje się w dolnej części telefonu. Na szczycie znajduje się 3,5 mm złącze AV, które jednocześnie zapewnia stereofoniczne wyjście audio z obsługą Dolby Headphone, i albo wejście mikrofonowe albo wyjście wideo. Obok 3,5 mm złącza, jest tam złącze High-Speed USB 2.0 USB Micro-B przewidziane dla: synchronizacji danych z komputerem, trybu pamięci masowej (dla klienta, np. jako pendrive lub karta pamięci aparatu do 64GB) oraz ładowania baterii przez USB. Złącze USB jest chronione przez małą klapkę.
Wbudowany w Bluetooth 2.1 + EDR (Enhanced Data Rate) umożliwia wyjście stereofonicznego dźwięku audio profilem A2DP. Samochodowe zestawy głośno mówiące (używane bez pomocy ręki) obsługiwane są również przez profil HFP. Transfer plików jest obsługiwany przez profil (FTP), wraz z profilem OPP do wysyłania / odbierania obiektów. Możliwe jest zdalne sterowanie urządzeniem poprzez profil AVRCP. Chip Bluetooth działa również jako odbiornik / nadajnik FM (tzw. transmiter FM), pozwalając na słuchanie radia FM za pomocą słuchawek podłączonych do jack 3,5 mm jako anteny. Tak jak w Nokii N800, N810 i N900, jest dostarczany bez wspierającego oprogramowania, chociaż nadajnik i odbiornik FM są fabrycznie wbudowane.
NFC umożliwia bezprzewodowe radiowe sparowanie N9 z konkretnymi urządzeniami zewnętrznymi jedynie poprzez fizyczne ich dotkniecie telefonem N9 w odpowiednim miejscu, aby będąc leniwym bezprzewodowo np.: udostępnić fotografie, zsynchronizowac dane, sparować (podłączyć bezprzewodowo) głośniki stereo, zestaw słuchawkowy czy zestaw głośnomówiący w samochodzie.

### Bateria i karta SIM
Działanie baterii BV-3,7V 1450mAh 5JW Li-Ion, zgodnie z materiałami Nokii, umożliwia działanie N9 od 16 do 18,5 dni w trybie czuwania, od 7 do 11 godzin czas ciągłej rozmowy, do 4,5 godziny odtwarzania wideo i do 48 godzin odtwarzania muzyki. Do ładowania baterii telefonu służy złącze USB zgodne z przyjętym obecnie standardem dla ładowarek. N9 będzie pierwszym smartfonem Nokii wspierającym tylko Micro-SIM. Slot gniazda karty SIM znajduje się na górnej części telefonu, obok złącza USB. Karta jest wkładana do telefonu na małej tacy.

### Pamięć masowa (dla użytkownika)
Nokia N9 jest sprzedawana w dwóch wersjach: albo 16 albo 64 GB eMMC (pamięci masowej danych) i 1024 MB NAND (ROM) nieusuwalnej pamięci w której zapisany jest firmware. Konstrukcja nie przewiduje możliwości podłączania przez użytkownika wymiennej karty pamięci masowej. Dodatkowa pamięć masowa może być podłączana za pomocą łącz USB, Bluetooth, NFC lub radiowego gdy N9 pełni rolę hotspot access point.

## Software

### MeeGo
Ściśle mówiąc, Nokia N9 nie używa stricte MeeGo 1.2 jako systemu operacyjnego. Zamiast niego działa to co Nokia określa jako „instancja MeeGo”. W trakcie dewelopmentu Harmattan'a (sprzedawanego uprzednio jako Maemo 6), Nokia i Intel połączyły swoje projekty open source'owe w jeden nowy wspólny projekt o nazwie MeeGo. Aby nie opóźniać planu rozwoju, Nokia postanowiła utrzymać „rdzeń” Harmattan'a, komponenty software'u pośredniczącego (GStreamer) i menadżer pakietów (Harmattan wykorzystuje deb nie RPM). Niemniej jednak, Harmattan jest zaprojektowany jako API w pełni kompatybilny z MeeGo 1.2 poprzez Qt. Dopóki rozpatrujemy kwestie z poziomu użytkowników końcowych i deweloperów aplikacji, to różnica między Harmattan i MeeGo 1.2 jest minimalna. Od kiedy wszystkie działania marketingowe zostały ukierunkowane na „MeeGo”, Nokia zarzuciła kreowanie marki Maemo na rzecz zaadaptowania MeeGo, by nie dezorientować klientów.
Użytkownik Nokii N9 dostaje ekran podstawowy, zwany Home podzielony na trzy widoki:
- Zdarzenia: przechowuje wszystkie powiadomienia, takie jak nieodebrane połączenia, nadchodzące spotkania, czy nieprzeczytane SMSy/e-maile.
- Aplikacje: Menu ze skrótami do wszystkich zainstalowanych aplikacji. Wyświetla 4 kolumny, które w razie potrzeby przy wielu aplikacjach można przewijać w górę i w dół.
- Otwarte aplikacje: menedżer zadań, które mogą być widokiem wyświetlanym jako 2 kolumny lub 3 kolumny (gest szczypania umożliwia łatwe przełączanie się pomiędzy każdym z trybów). Jeśli więcej aplikacji, które mogą być wyświetlane na tym ekranie, jest otwartych, użytkownik może przewijać listę otwartych aplikacji w górę i w dół.

Przeciąganie poziomo od krawędzi ekranu nawiguje przez trzy widoki ekranu podstawowego home. Dodatkowo nad ekranem Home otwiera się ekran Aplikacja w którym działa aktywny w danej chwili program. Trzeci ekran Blokada ekranu przykrywa występujące pod nim ekrany w razie nieużywania Nokii N9. Na ekranie tym wyświetlają się również niektóre powiadomienia z widoku Zdarzenia
Gdy w otwartej aplikacji użytkownik wykona palcem gest machnięcia (ang. swipe) od jednej krawędzi ekranu do drugiej to zepchnie aktualną aplikację co spowoduje powrót do jednego z trzech widoków z home. Spowoduje to w zależności od ustawień i kierunku gestu zamknięcie aplikacji lub jej zawieszenie (lub zminimalizowanie i ewentualne dalsze działanie w tle, w zależności od specyfiki aplikacji). Aby zamknąć zminimalizowaną aplikację, użytkownik musi nacisnąć i przytrzymać, aż pojawi się czerwony znak „X” na lewym, górnym rogu miniatury aplikacji w widoku Otwarte aplikacje, którego kliknięcie zamknie czyli zakończy działanie aplikacji. Naciśnięcie na pasek stanu na górze ekranu podczas korzystania z aplikacji lub na jednym z widoków ekranu Home, wyświetli menu pozwalające użytkownikowi na regulację głośności, zmianę aktywnego profilu (tryb samolotowy, cichy, itp.) i wyłączyć nadajnik radiowy bluetooth, WiFi, 3G i 2G. Gdy ekran jest zablokowany, Blokada ekranu, wyświetla się pasek stanu, zegar i niektóre powiadomienia. Układ jest konfigurowalny przez użytkownika końcowego telefonu.
Zablokowany Nokia N9 można odblokować podwójnym kliknięcie w ekran. Przesuwanie zablokowanego ekranu w górę ujawnia 4 konfigurowalne skróty, zwany szybkim uruchomieniem. Dostęp do szybkiego uruchomienia można także uzyskać w trakcie używania dowolnej aplikacji

### Otwarte / zamknięte kody źródłowe i wkład społeczności
Podejście stosowane przez Nokię jest jedną z otwartych platform, z wyjątkiem, i zamkniętym forum. Tak jak w Maemo 5 na Nokii N900, społeczność może żądać aby komponent o zamkniętym źródle, close source będący własnością firmy Nokia został uwolniony i udostępniany jako open source.
Setki aplikacji stron trzecich, w większości o wolnym i/lub otwartym kodzie źródłowym, już zostały stworzone lub przeniesione na platformę Harmattan i często jako open source udostępnione bezpłatnie.
Nokia N9 przychodzi z zainstalowanymi BusyBox, bash i wget, co obrazuje podejście, potencjał i możliwości wykraczające poza klasycznie pojmowany smartfon.

## Wydajność
W benchmarku SunSpider 0.9.1 telefon osiąga wynik 3477 ms pokonując iPhona 4 z 3545 ms i Galaxy S II z 3727 ms.